# バルバラ・ヤニシェフスカ
バルバラ・ヤニシェフスカ（Barbara Janiszewska、1936年12月4日 - 2000年11月20日）は、ポーランドの陸上競技選手。1960年ローマオリンピックの銅メダリストである。ポズナン出身。ヤニシェフスカは、旧姓はレルチャックと言い、最初の結婚で1956年からソボッタとなり、2回目の結婚で1958年からヤニシェフスカと名乗るようになった。

## 経歴
ヤニシェフスカは、バルバラ・レルチャックとして出場した1954年ヨーロッパ選手権では100mでは準決勝で敗退したものの、200mで4位、4×100mリレーでは5位と決勝進出を果たした。
ヤニシェフスカは、初めてのオリンピックとなった1956年メルボルンオリンピックでは100m、200m、4×100mリレーの3種目に出場。しかし、100mと4×100mリレーは予選落ち。200mは準決勝で敗退した。
ヤニシェフスカは、1958年ヨーロッパ選手権ではじめての国際大会のタイトルを獲得する。この大会でも100m、200m、4×100mリレーに出場。100mは準決勝で敗退したものの、200mでは、24秒1で、2位の東ドイツの選手に10分の2秒差をつけ優勝。リレーでもソ連、イギリスに次いで3位と活躍した。
ヤニシェフスカは、1960年に2度目のオリンピックとなるローマオリンピックに出場。200mと4×100mリレーにエントリー。200mでは予選で23秒9、準決勝を24秒2と好タイムで決勝に進出したが、決勝では24秒8と振るわず5位に終わった。優勝したアメリカのウィルマ・ルドルフの優勝タイムはヤニシェフスカの予選のタイムより遅い24秒0であった。しかし、ヤニシェフスカはポーランドチームの一員として出場した4×100mリレーにおいて45秒0でアメリカとドイツに次いで3位となり、彼女にとって唯一となるオリンピックのメダルを獲得した。
ヤニシェフスカは、1962年のヨーロッパ選手権にも出場。200mで3位となる。さらに、4×100mリレーでは、44秒5のヨーロッパ新記録で優勝を果たした。
ヤニシェフスカにとって最後の国際大会となった1964年東京オリンピックでは、200mに出場し、決勝に進出したものの23秒9で6位に終わった。また、ポーランドはこの大会、4×100mリレーで金メダルを獲得しているが、ヤニシェフスカはリレーメンバーに入ることはなかった。彼女がいつも受け持っていた第2走のポジションには、この大会以降オリンピックで7個のメダルを獲得した名スプリンターのイレーナ・シェビンスカが入っていた。

## 自己ベスト
- 100m - 11秒4 (1963年)
- 200m - 23秒6 (1960年、1964年)

## 主な実績
| 年   | 大会                 | 場所                         | 種目         | 結果 | 記録   |
| ---- | -------------------- | ---------------------------- | ------------ | ---- | ------ |
| 1954 | ヨーロッパ陸上選手権 | ベルン(スイス)               | 200m         | 4位  | 24秒4  |
| 1954 | ヨーロッパ陸上選手権 | ベルン(スイス)               | 4×100mリレー | 5位  | 47秒1  |
| 1956 | オリンピック         | メルボルン(オーストラリア)   | 100m         | -    | -      |
| 1956 | オリンピック         | メルボルン(オーストラリア)   | 200m         | -    | -      |
| 1956 | オリンピック         | メルボルン(オーストラリア)   | 4×100mリレー | -    | -      |
| 1958 | ヨーロッパ陸上選手権 | ストックホルム(スウェーデン) | 100m         | -    | -      |
| 1958 | ヨーロッパ陸上選手権 | ストックホルム(スウェーデン) | 200m         | 1位  | 24秒1  |
| 1958 | ヨーロッパ陸上選手権 | ストックホルム(スウェーデン) | 4×100mリレー | 3位  | 46秒0  |
| 1959 | ユニバーシアード     | トリノ(イタリア)             | 200m         | 1位  | 24秒2  |
| 1960 | オリンピック         | ローマ(イタリア)             | 200m         | 5位  | 24秒8  |
| 1960 | オリンピック         | ローマ(イタリア)             | 4×100mリレー | 3位  | 45秒0  |
| 1961 | ユニバーシアード     | ソフィア(ブルガリア)         | 200m         | 1位  | 24秒44 |
| 1962 | ヨーロッパ陸上選手権 | ベオグラード(ユーゴスラビア) | 200m         | 3位  | 23秒9  |
| 1962 | ヨーロッパ陸上選手権 | ベオグラード(ユーゴスラビア) | 4×100mリレー | 1位  | 44秒5  |
| 1964 | オリンピック         | 東京(日本)                   | 200m         | 6位  | 23秒9  |